# フェリペ・アルコスペレス
フェリペ・アルコスペレス（Felipe Arcos Pérez、2000年5月17日 - ）は、スーペル・ラグビー・アメリカス、ペニャロール・ラグビーに所属するラグビーユニオン選手。

## プロフィール
- ウルグアイ・モンテビデオ出身[1]。
- ポジションはセンター(CTB)。
- 身長 177cm、体重 84kg
- ウルグアイ代表キャップは8（2024年9月現在）でラグビーワールドカップ2023のウルグアイ代表に選ばれた[2]。

## 略歴
2021年、ペニャロールに加入。
2024年、パリ2024五輪の7人制ウルグアイ代表に選ばれた。